# Nieuw Elitair Elan
Nieuw Elitair Elan (afgekort N.E.E.) was een Nederlandse beweging die zich inzette voor schaalverkleining in het algemeen en kwaliteit in het bijzonder.
De beweging was opgericht door Wim Beijderwellen (programmamaker), Jeroen van Merwijk (cabaretier), Cor Straatmeyer (productie), Arthur Vierboom (journalist) en Frank Bakker (uitgever). Zij wilden een optimistische en positieve geest laten waren door Nederland (in eerste instantie) en later de wereld.
Zaken waarvoor N.E.E. zich wilde inzetten zijn afschaffing van terreinwagens en het aankaarten van problemen die niet in de media onder de aandacht worden gebracht. Het doel om een omroep op te richten wanneer er 20.000 leden zouden zijn, is niet gehaald. Het uitblijven van kwaliteitsbijdragen van leden en het overlijden van voorzitter Wim Beijderwellen (18 januari 2013) speelden hierbij een rol.